# Гліадин

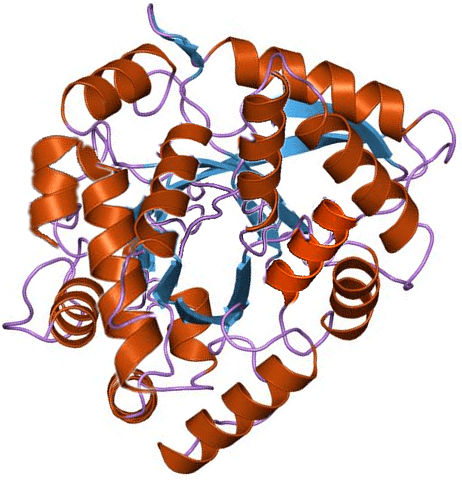
Гліадин

Гліадин (тип проламін) — це клас білків, які містяться в пшениці та декількох інших злаках з роду трав'янистих рослин Triticum. Гліадини, які є складовою частиною глютену, є необхідними для того, щоб хліб міг належним чином підніматися під час випікання. Гліадини і глютенини — це два основні компоненти глютенового фракції пшеничного насіння. Глютен знаходиться в продуктах, таких як пшеничне борошно. Глютен розподіляється приблизно порівну між гліадинами і глютенинами, хоча існують варіації у різних джерелах.
Як гліадини, так і глютени нерозчинні в воді, але гліадини розчиняються в 70 % водному розчині етанолу. Існує три основних типи гліадину (α, γ і ω), які можуть не сприйматися організмом людини у випадку целіакії. Проте в останні роки діагностика цієї хвороби покращилася.
Гліадин здатний проникати крізь епітелій кишки. Молоко матері, яка споживає продукти з глютеном, містить велику кількість гліадинів.

## Типи
Виділено три типи гліадину α, γ і ω, які відрізняються послідовностю амінокислот в N-кінцевому цистеїновому домені.
- α-/β-гліадини — розчинні в етанолі низької концентрації.
- γ-гліадини — представник цистеїн-багатого гліадину із лише інтрацепідними дисульфідними містками[6]
- ω-гліадини — розчинні в вищих концентраціях, 30-50 % кислого ацетонітрилу.

## Хімія
Гліадини є внутрішньо неупорядкованими білками (intrinsically disordered protein), що означає, що вони мають постійно змінюються форми, що ускладнює їх дослідження. Виконані аналіз зображень і комп'ютерні симуляції білків показують, що середня форма гліадинів має форму еліпса. Зокрема, білок, ймовірно, має форму сумчастого годинника з гідрофобним ядром і вільним розташованим безладовим хвостом. Порівняно з іншими білками глютену, такими як глютенини, які формують розширені мережі полімерів завдяки дисульфідним зв'язкам, гліадини є мономерними молекулами в клітині, навіть якщо в багатьох відношеннях вони дуже схожі. Зокрема, гліадини схожі на білки низької молекулярної маси, оскільки вони мають цистеїни, розташовані в збігаючих місцях, як багато гліадинів. Однак гліадини не можуть формувати полімери в клітині, оскільки їх цистеїни утворюють інтрацепідні дисульфідні зв'язки під час синтезу через гідрофобні взаємодії.

Гліадини можуть агрегуватися в більші олігомери і взаємодіяти з іншими білками глютену завдяки великим гідрофобним ділянкам, полі-Q і повторні послідовності. Ймовірно, ці ділянки агрегуються гідрофобно, фазовий розділ рідини-рідини, можливо, утворюють агрегати β-послідовностей або просто заплутуються за своїми структурними властивостями.

## Біохімія
Гліадини є проламінами і розподіляються на основі електрофоретичної рухливості і ізоелектричного фокусування. Молекули гліадину перетинають кишковий бар'єр активним транспортом (трансцитоз) або пасивним (парацелюлярний транспорт). Пасивний транспорт стає можливим завдяки властивості гліадіну збільшувати проникність епітеліальних клітин Caco-2 у кишці. Вважають, що таке підвищення проникності є передумовою для виникнення хронічного запалення кишки.

## Метаболізм
Гліадини відомі своєю роллю, разом з глютеніном, у формуванні глютену. Вони слабко розчинні в етанолі та містять лише інтрамолекулярні дисульфідні зв'язки. Вони також спричиняють кілька найкращих прикладів харчового патогенезу. Люди з целіакією (також відомою як целіакія) чутливі до α, β і γ гліадинів. Ті, хто страждає від кропив'янки, пов'язаної із пшеницею і астмою борця чутливі до ω-5 гліадину.

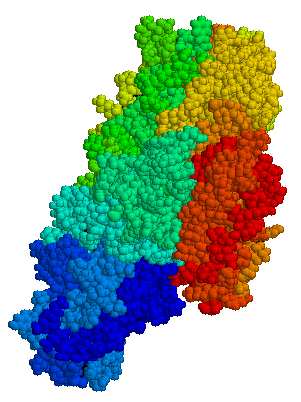
Трансглютаміназа тканин

Гліадин також може служити корисним методом доставки чутливих ферментів (таких як супероксиддисмутаза, яка зливається з гліадином, щоб утворити глізодин) — це допомагає захищати їх від шлункових кислот, які призводять до розпаду.
Для корисного опису гліадинів дивіться:
- Глютени триції
- Імунохімія глютену

### Деамідовані гліадини
Деамідовані гліадини виробляються шляхом обробки глютену кислотою або ферментативно. Фермент трансглютаміназа тканин перетворює деякі з великою кількістю глутамінів на глутамінову кислоту. Це відбувається через те, що гліадини розчинні в етанолі і не можуть змішуватися з іншими продуктами (наприклад, молоком) без зміни якості продуктів. Деамідовані гліадини розчинні в воді. Клітинний імунітет до деамідованих α/β-гліадинів в набагато більший, ніж до α/β-гліадинів, і може призвести до розвитку целіакії.

## Целіакія
Целіакія (або целіакія) — це хронічний, імунообумовлений кишковий розлад, за якого організм стає інтолерантним до гліадину, який є складовою частиною глютену. За цієї хвороби імунна система атакує і руйнує слизову оболонку тонкого кишечника за умов споживання гліадину і подібних білків з інших злаків. Симптоми целіакії можуть включати діарею, запаморочення, дистрофію, зниження гемоглобіну в крові та інші прояви.
Целіакія може бути діагностована за допомогою біопсії слизової оболонки тонкого кишки і визначення в крові антитіл до гліадину та інших білків. Лікування целіакії зазвичай включає виключення гліадину і глютену з раціону харчування.

## Роль у харчуванні
Пшениця є основним джерелом гліадину в харчуванні. Гліадин та інші білки глютену надають хлібу і іншим пекарським виробам їх характерну текстуру і структуру, допомагаючи хлібу підніматися і стаючи основою для структури тіста.
Деякі люди мають інтолерантність до гліадину або целіакію, і для них споживання продуктів, які містять гліадин, може бути небезпечним. Для цих осіб існують безглютенові альтернативи, такі як хліб і випічка, приготовані на основі безглютенового борошна.